# تيري كينيدي (متحدث تحفيزي)
تيري كينيدي (بالإنجليزية: Terry Kennedy)‏ هو متحدث تحفيزي أسترالي، ولد في 13 يونيو 1978 في سيدني في أستراليا.